# Zhang Mengqi
No confondre amb Zhang Mengqi (张萌祺) jugador de futbol xinès.
Zhang Mengqi (xinès simplificat:章梦奇) (Hubei 1987 - ) Ballarina, coreògrafa i directora de cinema xinesa. Una de les fundadores del Folk Memory Project i organitzadora del "Mothers Film Festival" el 2021.

## Biografia
Zhang Mengqi va néixer l'any 1987 a la província xinesa de Hubei i viu a Pequín. El 2008 es va graduar a l'Escola de Dansa de la Universitat Central de Nacionalitats (中央民族大学舞蹈学院), a Pequín Després de graduar-se,mentre participava en un taller de dansa japonesa a Chaoyang , amb quest grup va anar fins a Caochangdi, on va coincidir en el moment que el director Wu Wenguang (吴文光) i el documentalista holandès Frank Sheffer organitzaven un taller per a joves coreògrafs. En aquell moment el Folk Memorial Project encara no havia començat, i Wu Wenguang tenia un altre projecte anomenat Farmer Project, en què agricultors reals que viuen als seus pobles comencen a filmar les seves pròpies vides.

#### Folk Memory Project
El Folk Memory Project es un projecte documental participatiu que explora les històries personals dels vilatans que van viure durant La Gran Fam de la Xina, a les zones rurals del país durant l'era Mao. El projecte va ser creat per Wu, l'any 2010 amb el coreògraf Wen Hui. Inicialment el projecte tenia com a objectiu principal recollir testimonis de supervivents de la Gran Fam de 1959-1961 i recollir la memòria censurada d'aquella època, mitjançant la participació d'un grup de joves cineastes que haurien d'anar als seus pobles d'origen per localitzar la informació i els testimonis.
Quan Zhang va arribar per primera vegada al poble del seu pare, situat a 47 km de Suizhou, no sabia que els seus records d'allà formarien part del projecte anomenat "47 km". Entre el 2011 i el 2021 Wang hi ha rodat nou documentals en format d'autoretrat, que es desenvolupen en base a històries que expliquen la seva relació amb la família, el poble, i els seus habitants.
En una entrevista Zhang va explicar que :" A Folk Memory Projec, l'important és tornar a les nostres pròpies vlies amb què hi tenim una relació i no a la d'un d'un altre. Pel que fa al poble del meu avi, jo no hi vaig néixer, no hi vaig créixer, només tenia petits records d'aquest poble. Tenia gairebé onze anys quan vaig venir per última vegada, a causa dels problemes de la meva família. Així que quan vaig decidir cercar un poble, només tenia aquest poble on vivia el meu avi. Així que crec que també era el moment que necessitava connectar amb aquest poble, i la meva mare també hi va estar d'acord. Així que quan vaig tornar fins i tot havia perdut l'idioma local, només entenia una mica, no podia parlar-ne, era molt estrany. Però el projecte demanava a la gent que tornés als pobles i recollís records, així que la primera vegada va ser un viatge creatiu per recuperar els records."
El seu documental de 2011 "自画像"：47公里 ("Self-Portrait: At 47km" ) va representar l'inici del seu treball com a part del projecte, que va ha culminar amb el darrer treball del 2021 "画像"：47公里童话 (Fairy Tale in 47km) El títol d'aquesta ultima proposta prové de la reacció d'un vell del poble que va dir: “Quan veig les teves pel·lícules, és com si tornés a veure la casa de la meva àvia on vaig anar quan era petit, és com un conte de fades."

## Filmografia

#### Sèrie "Self Portraits" (自画像)
| Any  | Títol xinès            | Títol anglès                |
| ---- | ---------------------- | --------------------------- |
| 2010 | 自画像和三个女人       | With Three Women            |
| 2011 | 自画像：47公里         | At 47km                     |
| 2012 | 自画像：47公里跳舞     | Dancing at 47km             |
| 2013 | 自画像：47公里做梦     | Dreaming at 47km            |
| 2014 | 自画像：47公里架橋     | Building the Bridge at 47km |
| 2015 | 自画像：47公里之死     | Dying at 47km               |
| 2016 | 自画像：生于47公里     | Birth in 47km               |
| 2018 | 自画像：47公里斯芬克斯 | Sphinx in 47km              |
| 2019 | 自画像：47公里之窗     | Window in 47km              |
| 2021 | 画像：47公里童话       | Fairy Tale in 47km          |

#### Altres
- 2013: Directora de fotografia a 因为饥饿：吴日记之1 ( Because of Hunger: Diary 1) de Wu Wenguang

- 2022: Documental de 22' :蓝房子 (Blue House)

## Premis
Els seus documentals han estat seleccionats per diferents festivals internacionals.
- With Three Women : Finalista al Festival de documentals de Yunnan.
- Sphinx in 47km: va guanyar el "Festival Internacional de Cinema Documental de Corea DMZ"[5][6]
- Fairy Tale in 47km : Finalista a festivals com "Yamagata International Documentary Film Festival", "Cinéma du Réel-International Documentary Film Festival" , "Visions du Réel".- Festival International de cinéma Nyon- , "Montreal International Documentary Film Festival", " Open City Documentary Festival"[7] i premi al millor director al Festival Punto de Vista: Pamplona-Iruña International Documentary Film Festival of Navarra.[8] i al Millor Documental al Festival Internacional de Cinema de Busan.